# Из-за острова на стрежень
«Из-за острова на стрежень» — русская песня на слова Дмитрия Садовникова, считающаяся народной. Относится к городскому романсу. Песня посвящена личности атамана Степана Разина и обыгрывает сюжет о персидской княжне.

## История

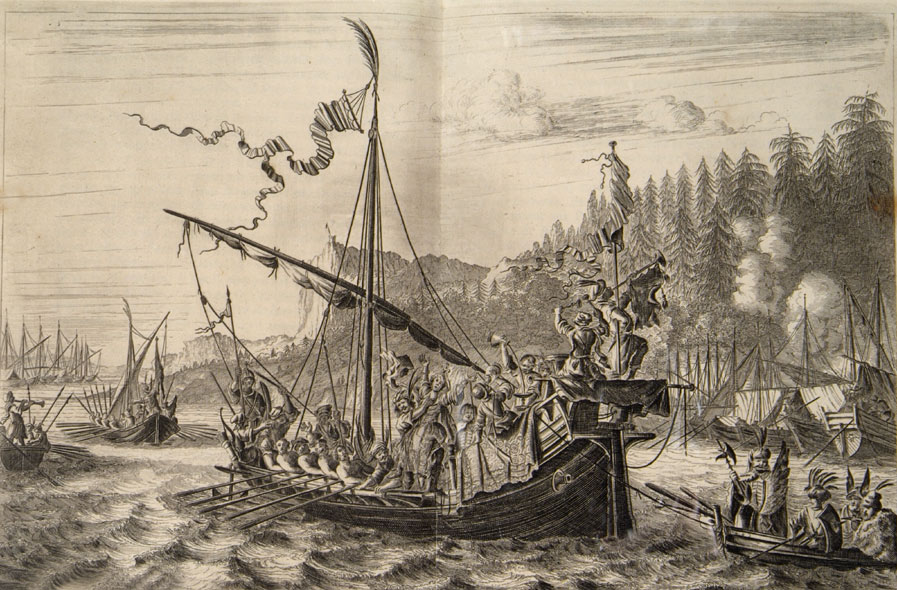
Разин бросает княжну в Волгу. Иллюстрация к голландскому изданию XVII века мемуаров Стрейса

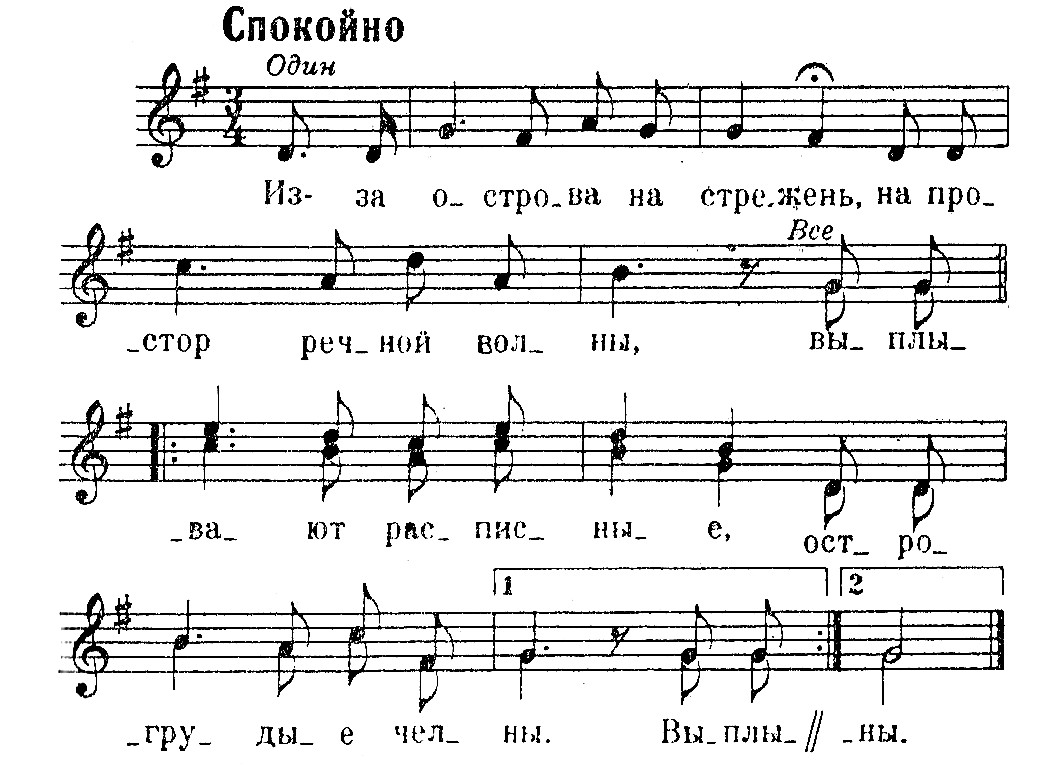
Ноты

В 1669 году, в морском бою у Свиного острова, вольные казаки Степана Разина разгромили персидский флот. По легенде, в этом бою в плен к казакам попала дочь персидского главнокомандующего Мамед-хана — «персидская княжна». Дальнейшее известно со слов голландского путешественника Яна Стрейса:
При нём была персидская княжна, которую он похитил вместе с её братом. Он подарил юношу господину Прозоровскому, а княжну принудил стать своей любовницей. Придя в неистовство и запьянев, он совершил следующую необдуманную жестокость и, обратившись к Волге, сказал: «Ты прекрасна, река, от тебя получил я так много золота, серебра и драгоценностей, ты отец и мать моей чести, славы, и тьфу на меня за то, что я до сих пор не принёс ничего в жертву тебе. Ну хорошо, я не хочу быть более неблагодарным!» Вслед за тем схватил он несчастную княжну одной рукой за шею, другой за ноги и бросил в реку. На ней были одежды, затканные золотом и серебром, и она была убрана жемчугом, алмазами и другими драгоценными камнями, как королева. Она была весьма красивой и приветливой девушкой, нравилась ему и во всем пришлась ему по нраву. Она тоже полюбила его из страха перед его жестокостью и чтобы забыть своё горе, а всё-таки должна была погибнуть таким ужасным и неслыханным образом от этого бешеного зверя.
Несмотря на то, что Стрейс был современником событий, реальность этой истории вызывает споры среди учёных.
В 1824 году в журнале «Северный Архив» были напечатаны выдержки из записок Стрейса. С этой публикацией мог быть знаком А. С. Пушкин, который в 1826 году написал стихотворение на этот сюжет — «Песни о Стеньке Разине». Первоначально стихотворение было запрещено к печати цензурой, однако гораздо позже всё-таки было опубликовано, и Садовников мог быть знаком с этой публикацией.

## Автор слов
В конце XIX — начале XX века Дмитрий Садовников (1847—1883) считался крупным и известным поэтом. Он был знатоком и собирателем русского фольклора, легенд, песен, загадок и сказок, популяризатором русской истории.
Со временем поэтическое творчество Садовникова было основательно забыто, и в современную массовую культуру он вошёл автором единственного стихотворения (под названием «Волжская песня»), ставшего народной песней. Тем не менее сборник «Загадки русского народа», составленный Садовниковым, до сих пор регулярно переиздаётся, а в последние годы у издателей возник интерес и к его записям сказок и легенд.

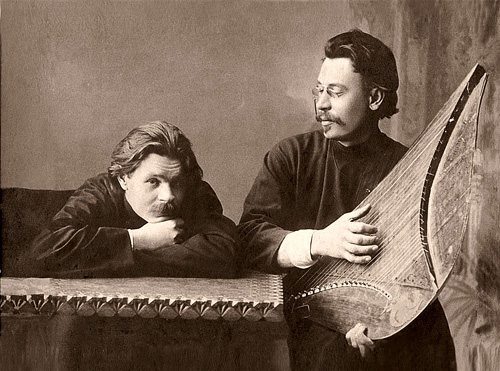
Максим Горький (слева) и Скиталец (С. Г. Петров) с гуслями (справа). Фото 1900 (?) года.

Из-за острова на стрежень,
На простор речной волны
Выбегают расписные,
Острогрудые челны.
На переднем Стенька Разин,
Обнявшись с своей княжной,
Свадьбу новую справляет,
И веселый и хмельной.
А княжна, склонивши очи,
Ни жива, и ни мертва,
Робко слушает хмельные
Неразумные слова.
«Ничего не пожалею!
Буйну голову отдам!» -
Раздается по окрестным
Берегам и островам.
«Ишь ты, братцы, атаман-то
Нас на бабу променял!
Ночку с нею повозился -
Сам наутро бабой стал...»
Ошалел… Насмешки, шепот
Слышит пьяный атаман -
Персиянки полоненной
Крепче обнял полный стан.
Гневно кровью налилися
Атамановы глаза,
Брови черные нависли,
Собирается гроза…
«Эх, кормилица родная,
Волга-матушка река!
Не видала ты подарков
От донского казака!..
Чтобы не было зазорно
Перед вольными людьми,
Перед вольною рекою, -
На, кормилица… возьми!»
Мощным взмахом поднимает
Полоненную княжну
И, не глядя, прочь кидает
В набежавшую волну…
«Что затихли, удалые?..
Эй ты, Филька, черт, пляши!..
Грянь, ребята, хоровую
За помин ее души!..»
1883
"Волжский вестник", 1883 г., № 12

## Известные исполнители
По свидетельству Николая Телешова, одним из первых крупных исполнителей песни был писатель, поэт и музыкант-любитель Скиталец (С. Г. Петров), который неоднократно исполнял её на собраниях литературного кружка «Среда»: «Пел он также у нас впервые песню о Степане Разине и о персидской княжне, которую поют теперь всюду, во всех углах и закоулках страны. Скиталец её популяризировал на своих гуслях; с его лёгкой руки она и полетела, по крайней мере по Москве, а из Москвы — далее». Однако самым известным исполнителем песни стал Фёдор Шаляпин. Позднее песня вошла в репертуар множества певцов — хоров и солистов, и регулярно исполняется до сих пор.

## Культурное влияние

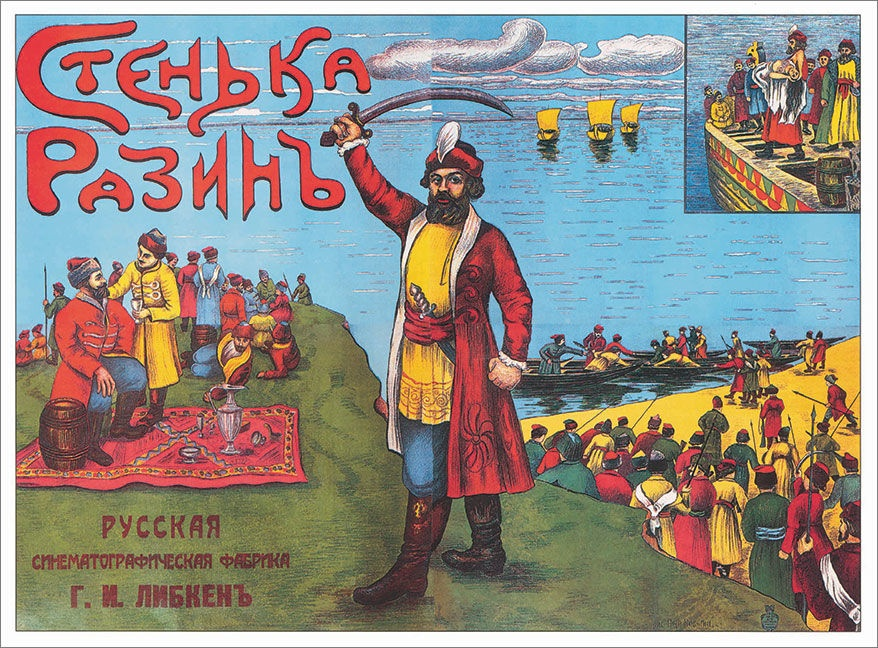
Плакат к фильму «Стенька Разин». 1914

- 1908 — первый российский фильм «Понизовая вольница» на основе стихотворения[13].
- 1914 — фильм «Стенька Разин» Григория Либкена на сценарий Бориса Мартова.
- 1917 — цикл из 3 стихотворений «Стенька Разин» Марины Цветаевой на этот же сюжет.
- после 1919 — мелодия песни использована в гимне немецкого прибалтийского фрайкора So ziehn wir unter fremder Fahne...[14][15]
- 1920-1930-е  — мелодия песни использована в хорале "Vol verwachting blijf ik uitzien" [16]
- ок. 1940 — мелодия песни использована в полушутливой песне «Abgeschmiert aus 100 Metern» парашютистов вермахта[17].
- Мелодия песни была использована в качестве саундтрека в стиле «вестерн» в телесериале «Сумеречная зона», эпизод «Мистер Дентон на Судном дне», вышедший в эфир 16 октября 1959 года[18].
- 1966 — мелодия использована и в песне «The Carnival Is Over[англ.]» австралийской группы The Seekers[19][20].
- Недостоверность факта гибели персидской княжны нашло отражение в творчестве Кира Булычёва — Милица Фёдоровна Бакшт, героиня цикла «Великий Гусляр», по сюжету та самая персидская княжна, в отличие  от легенды и от песни выжившая[21].
- 1979 — песня звучит в мультфильме «Волшебное кольцо».